# Krążowniki ciężkie typu Des Moines
Krążowniki ciężkie typu Des Moines – seria trzech amerykańskich ciężkich krążowników wybudowanych w latach 1945–1948. Ostatnie amerykańskie krążowniki uzbrojone tylko w artylerię lufową.

## Geneza
W sierpniu 1942 roku podczas walk na Guadalcanal doszło do nocnych starć pomiędzy krążownikami amerykańskimi a okrętami japońskiej Floty Cesarskiej, w trakcie których marynarka amerykańska poniosła dotkliwe straty w krążownikach ciężkich. Analiza przebiegu starć wykazała, że przyczyną strat była m.in. zbyt mała szybkostrzelność armat kalibru 203 mm, stanowiących główne uzbrojenie tego typu jednostek. W maju 1943 roku rozpoczęta prace projektowe nad wieżami okrętowymi z dwiema lub trzema szybkostrzelnymi armatami. Za możliwe do osiągnięcia uznano 10 strzałów na minutę. Dzięki automatyzacji ładowania możliwe było również zmniejszenie liczby obsługujących je artylerzystów. Wstępnie w nowe wieże próbowano uzbroić jednostki typu Oregon City, jednak okazało się to niemożliwe dlatego 23 lipca 1943 roku sformułowana została wstępna charakterystyka nowej jednostki przewidująca ulepszony wariant krążowników Oregon City. 3 marca 1944 roku zatwierdzono projekt okrętu. Przewidywał on, że nowy krążownik będzie miał kadłub o ponad 12 m dłuższy i 1,6 m szerszy niż poprzednik. Zdecydowano o zastosowaniu identycznych urządzeń napędowych jakie miały krążowniki typu Baltimore, główne uzbrojenie okrętu miało stanowić 9 półautomatycznych szybkostrzelnych armat kal. 203 mm rozmieszczonych w trzech wieżach.

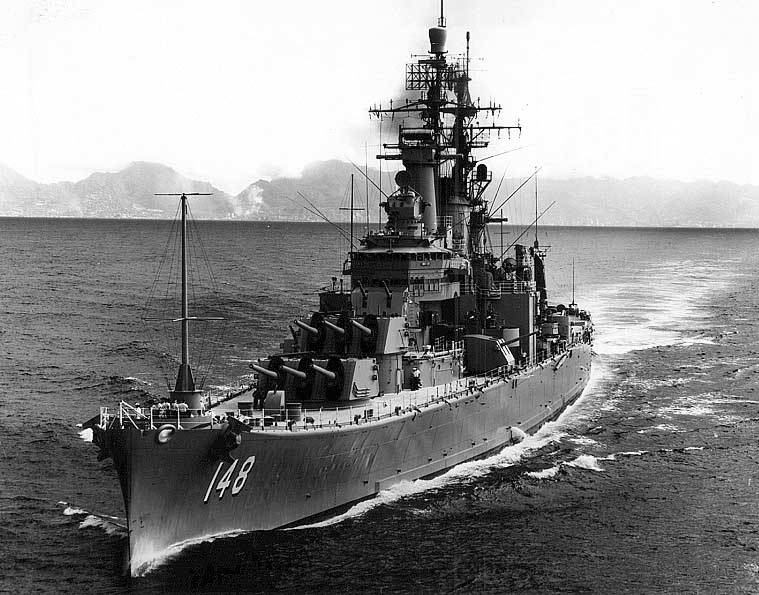
USS "Newport News"

## Budowa
Wybudowano trzy jednostki typu Des Moines. Po zakończeniu wojny Marynarka optowała za wybudowaniem w sumie ośmiu krążowników tego typu, jednak decyzją z dnia 27 maja 1946 roku postanowiono, że ukończone zostaną tylko te jednostki US Navy, których budowa w dniu 1 marca była zaawansowana w co najmniej 20%, nie spełniał tego kryterium kolejny krążownik typu Des Moines USS „Dallas” (CA-140) (położenie stępki pod ten okręt miało miejsce 15 października 1945 roku) oraz pozostałe okręty serii (od CA-141 do CA-143 oraz od CA-149 do CA-153). Koszt budowy krążownika typu Des Moines wynosił około 48 mln dolarów (dla porównania koszt jednego lotniskowca typu Essex to ok. 56,5 mln dolarów).
| Nr. taktyczny i nazwa | Stocznia         | Położenie stępki | Wodowanie  | Wejście do służby | Wycofanie ze służby |
| --------------------- | ---------------- | ---------------- | ---------- | ----------------- | ------------------- |
| CA-134 Des Moines     | Bethlehem Quincy | 28.05.1945       | 27.09.1946 | 16.11.1948        | 06.07.1961          |
| CA-139 Salem          | Bethlehem Quincy | 04.07.1945       | 25.03.1947 | 14.05.1949        | 30.01.1959          |
| CA-148 Newport News   | Newport News     | 01.11.1945       | 06.03.1948 | 29.01.1949        | 27.06.1975          |

## Uzbrojenie
Główne uzbrojenie okrętów stanowiło 9 szybkostrzelnych armat Mk 16 RF (RF – Rapid Fire) kalibru 203 mm z lufą 55-kalibrową (11,16 m) umieszczonych w trzech trójlufowych wieżach. Dwie z nich znajdowały się w dziobowej części okrętu, a trzecia na rufie. Artylerię przeciwlotniczą średniego kalibru tworzyło 12 armat 127 mm Mk 12 oraz 24 armaty 76 mm Mk 22. Dodatkowe uzbrojenie przeciwlotnicze stanowiło 12 działek 20 mm L72 Oerlikon Mk 4 na podstawie Mk 24 (6 stanowisk po dwa działka). Działka 20 mm zostały zdemontowane z okrętów jeszcze przed ich wejściem do służby (miało być ich 12). Jednostki typu Des Moines miały mocno rozbudowane systemy kierowania ogniem. Ogniem armat 203 mm kierowały dwa dalocelowniki Mk 54 z radarami Mk 13, ogniem armat 127 mm kierowały cztery dalocelowniki Mk 37 wspomagane przez radary Mk 25, armaty 76 mm kierowane były czterema dalocelownikami Mk 56 wraz z radarami Mk 35 oraz dwoma dalocelownikami Mk 63 z radarami Mk 34. Okręty miały dwie centrale artyleryjskie: dziobową i rufową. Okręty USS "Des Moines" i USS "Newport News" wyposażono w dwie katapulty dla wodnosamolotów, które z racji wyparcie ich z uzbrojenia przez śmigłowce szybko usunięto. Na USS "Salem" nigdy nie zainstalowano katapult.

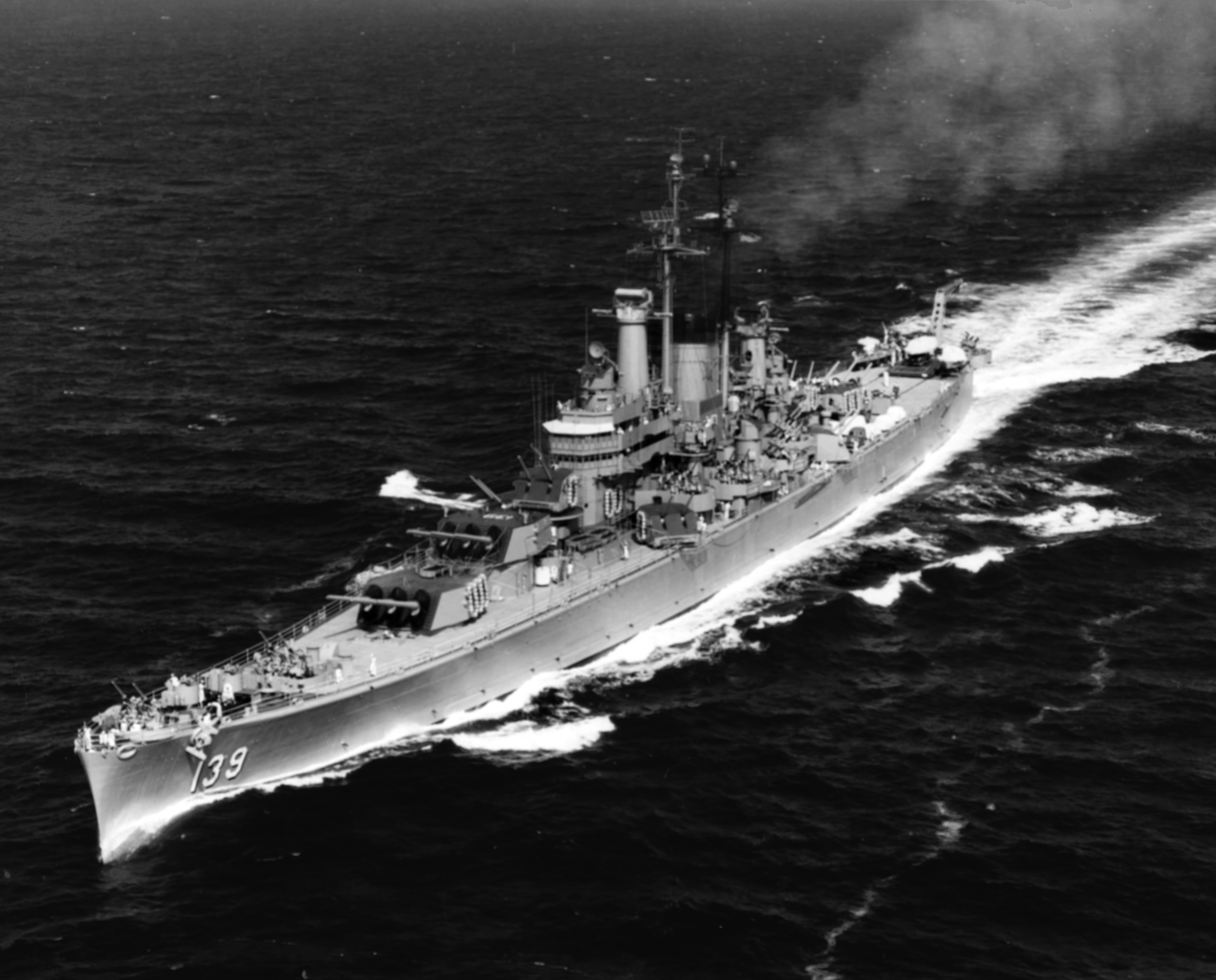
USS "Salem" na Morzu Śródziemnym, 1952 rok

## Opancerzenie
Pionowy pas burtowy o wysokości 3,05 m wykonany był z płyt grubości 152 mm na górnej krawędzi, zwężający się płynnie do 76 mm ku dołowi. Pas miał długość ok. 132 m. Na pokładzie górnym położono nad nim płyty pancerne grubości 22 – 25,4 mm. Grubość płyt pancernych umieszczonych nad komorami amunicyjnymi urządzeniami napędowymi wynosiła 89 mm. Opancerzenie wież: czoło 203 mm, stropy 102 mm, boki 51 – 95 mm, tylne ściany 51 mm. Grubość barbet 160 mm. Opancerzone było również połączone ze sterówką stanowisko dowodzenia: czoło 165 mm, strop 102 mm.